# Geminiano Giacomelli
Pour les personnes ayant le même patronyme, voir Giacomelli (homonymie).
Geminiano Giacomelli (ou Jacomelli) (Plaisance, 28 mai 1692 – Loreto, 25 janvier 1740) est un compositeur italien de la période baroque.

## Biographie
Les parents de Giacomelli sont Giuseppe Giacomelli et son épouse Maria Tej. Il apprend le chant, le contrepoint et le clavecin auprès de Giovanni Maria Capelli, maître de chapelle et compositeur de la cathédrale, et compositeur à la Cour ducale. Les hypothèses selon lesquelles il aurait étudié avec Alessandro Scarlatti en 1724 et qu'il serait ensuite entré au service de la cour impériale de Charles VI à Vienne sont probablement erronées. En 1718 il épouse à Plaisance Francesca Marchi, qui lui donnera neuf enfants. 
Du 1er mars 1719 à février 1727, Giacomelli fut maître de chapelle à la cour ducale de Parme et, à partir du 27 mars 1719, également de l'église Madonna della Steccata. Il partageait la responsabilité de ce poste avec son maître Capelli.
Le 3 janvier 1727, conformément au souhait exprès du duc Francesco Farnese, il fut nommé maître de chapelle à vie de l'église San Giovanni de Plaisance, pour une salaire annuel de 2000 lires de Plaisance. Il obtint également l'avantage de s'absenter comme il le désirait, charge à lui de se trouver un remplaçant et de fournir la musique nécessaire. A cette époque, il composa toute une série d'opéras destinés aux plus importantes maisons d'opéra d'Italie, sans toutefois délaisser ses obligations auprès de la cour ducale. C'est ainsi qu'il composa en 1728 l'opéra Scipione in Cartagine nuova (Scipion à Carthagène) pour l'intronisation (il solenne ingresso : l'entrée solennelle) de la princesse Enrichetta Maria d’Este, puis en 1729, Lucio Papirio dittatore à l'occasion d'une visite du duc de Modène, Rinaldo d’Este.    

En 1724 Geminiano Giacomelli est nommé maître de chapelle principal du duc de Parme. En 1738, il devient maître de chapelle de la Santa Casa di Loreto. Ses compositions comprennent des œuvres lyriques et de la musique sacrée.

## Œuvres lyriques
(titre, première représentation, librettiste)
- Ipermestra (Venise, 1724) - Francesco Silvani
- Scipione in Cartagine (Venise, 1728) - Carlo Innocenzo Frugoni
- Zidiana (Milan, 1728)
- Astianatte (Alessandria, 1729) - Antonio Salvi
- Gianguir (Venise, 1729) - Apostolo Zeno
- Lucio Papirio dittatore (Parme, 1729) - Carlo Innocenzo Frugoni
- Semiramide riconosciutta (Milan, 1730) - Pietro Metastasio
- Annibale (Rome, 1731) - A. Mango et Filippo Vanstryp
- Epaminonda (Venise, 1732) -  Domenico Lalli
- Rosbale (Rome, 1732) - Claudio Nicola Stampa
- Alessandro Severo (Piacenza, 1732) - Apostolo Zeno
- Adriano in Siria (Venise, 1733) - Pietro Metastasio
- Il Tigrane (Piacenza, 1733) - Francesco Silvani
- La caccia in Etolia (Vienne, 1733)
- Arrenione (Vienne, 1734) - Francesco Silvani
- La Merope (Venise, 1734) - Apostolo Zeno
- Cesare in Egitto (Milan, 1735) - Giacomo Francesco Bussani
- Nitocri, regina d'Egitto (Rome, 1736) - Apostolo Zeno
- Arsace (Prato, 1736) - Antonio Salvi
- Demetrio (Turin, 1737) - Pietro Metastasio
- La costanza vincitrice in amore [La constance victorieuse en amour] (Parme, 1738) - Giuseppe Genocchi
- Achille in Aulide (Rome, 1739) - Pietro Metastasio
- Catone in Utica (Vienne 1744) - Pietro Metastasio